# Granuloppia kamerunensis
Granuloppia kamerunensis är en kvalsterart som beskrevs av Sandór Mahunka 1974. Granuloppia kamerunensis ingår i släktet Granuloppia och familjen Granuloppiidae. Inga underarter finns listade i Catalogue of Life.